# GJA3
간극연접 알파 3(Gap junction alpha-3)은 인간에서 GJA3 유전자에 의해 암호화되는 단백질이다.

## 상호 작용
GJA3는 밀착연접 단백질 1과 상호작용하는 것으로 연구되었다.